# Georg Friedrich Karl (Brandenburg-Bayreuth)

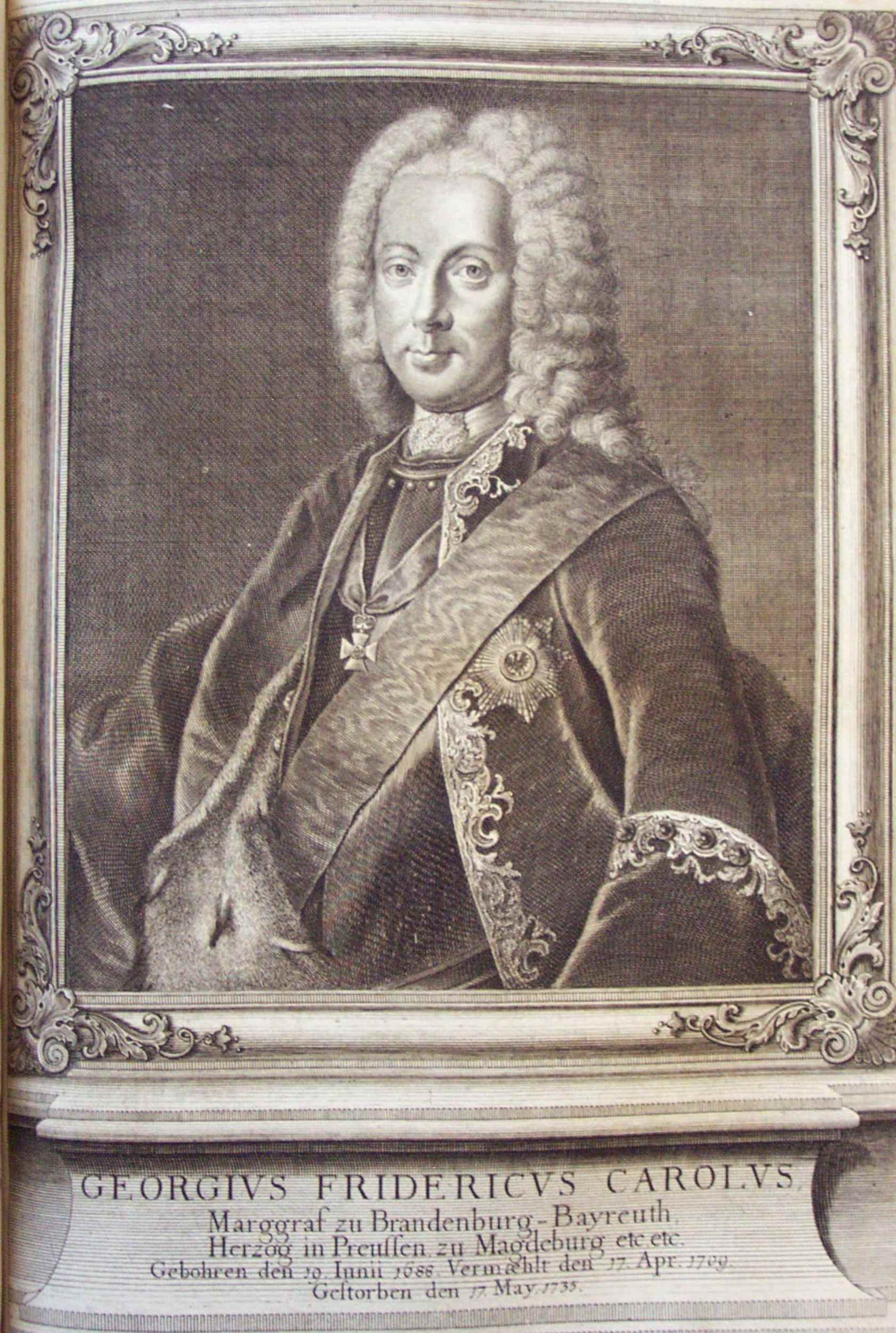
Markgraf Georg Friedrich Carl zu Brandenburg-Kulmbach-Bayreuth

Georg Friedrich Karl von Brandenburg(-Kulmbach)-Bayreuth (* 19. Juni 1688 auf Schloss Obersulzbürg bei Sulzbürg; † 17. Mai 1735 in Bayreuth) war ab 1726 Markgraf des fränkischen Fürstentums Bayreuth.
Georg Friedrich Karl war der älteste Sohn von Christian Heinrich von Brandenburg-Kulmbach (1661–1708) und seiner Frau Sophie Christiana, geb. Gräfin von Wolfstein (1667–1737). Er stammte aus der Kulmbacher Nebenlinie (des Kulmbach-Bayreuther Zweiges) der jüngeren Linie der fränkischen Hohenzollern und trat 1726 die Nachfolge des Markgrafen Georg Wilhelm im Fürstentum Bayreuth an. Aufgrund dieser Regierungsübernahme enthielt sein Name von Brandenburg-Kulmbach-Bayreuth oder auch nur von Brandenburg-Bayreuth den zusätzlichen Namen Bayreuth, während sein Vater lediglich von Brandenburg-Kulmbach genannt wurde.
Angeschrieben wurde der Markgraf Georg Friedrich Karl (am 6. Juni 1730) auch als „Georg Friedrich Carl, Markgraf zu Brandenburg in Preußen, zu Magdeburg und zu Mecklenburg-Herzog, Burggraf zu Nürnberg, Graff zu Hohenzollern und Schwerin, Herr der Lande Rostock und Stargard“.

## Jugend und Ausbildung
Zunächst wurde Georg Friedrich Karl von seiner sehr religiösen Mutter („eine sehr fromme Frau im Sinne des Pietismus“) unterrichtet, danach erhielt er eine sorgfältige Ausbildung in Bielefeld. Von 1700 bis 1704 unternahm er ausgedehnte Bildungsreisen durch Westeuropa, die ihn unter anderem nach Dänemark, Frankreich und Holland führten. Anschließend studierte er vier Jahre an der Universität von Utrecht. Nach dem Tod seines Vaters kehrte er 1708 zu seiner Familie zurück, die seit 1704 auf Schloss Weferlingen bei Magdeburg wohnte. Das Schloss war seiner Familie als Apanage von König Friedrich I. in Preußen zugewiesen worden, nachdem der völlig verschuldete Vater Georg Friedrich Karls im Schönberger Vertrag auf das Erbfolgerecht in den fränkischen Besitzungen der Hohenzollern zugunsten Preußens verzichtet hatte.

## Bemühung um Nachfolge in Bayreuth
Georg Friedrich Karl versuchte jedoch nach dem Tod seines Vaters den Erbverzicht rückgängig zu machen und betrieb die Aufhebung dieses Vertrages. Dabei erhielt er Unterstützung von den fränkischen Ständen, die die Sprengung des Fränkischen Reichskreises durch Preußen befürchteten. Besonders nachdrücklich setzten sich dabei der Mainzer Erzbischof (und Bamberger Fürstbischof) Lothar Franz von Schönborn und dessen Neffe, Reichsvizekanzler Friedrich Karl von Schönborn für die Aufhebung des Schönberger Vertrages ein. Dies gelang allerdings endgültig erst 1722 nach langen, schweren Auseinandersetzungen und brachte erhebliche finanzielle Belastungen mit sich.

## Markgraf von Brandenburg-Bayreuth
Als Markgraf Georg Wilhelm 1726 ohne männliche Nachkommen starb, konnte Georg Friedrich Karl schließlich ohne größere Schwierigkeiten die Nachfolge im Fürstentum Bayreuth antreten. Nach seiner Regierungsübernahme als erster Regent aus der Weferlinger Linie legte er großen Wert auf die Verbesserung der zerrütteten Finanzen, die auch durch die Auflösung des Schönberger Vertrages entstanden waren, und konzentrierte sich vor allem auf die innere Regierung.
Städtebaulich kam es in Bayreuth zu wichtigen Änderungen: Die Siedlungstätigkeit wurde nun auch außerhalb des mittelalterlichen Mauerrings verstärkt. Sichtbar wurde dies am Bau eines neuen Stadttores und der Anlage einer Straße zum außerhalb der Stadt geplanten Waisenhaus, die später den Namen Friedrichstraße erhielt. Bauwillige erhielten ein kostenloses Grundstück und Steuerbefreiung für mehrere Jahre angeboten. Dies wurde aber erst unter dem Nachfolger, seinem Sohn Friedrich verwirklicht. 
Bemerkenswert ist sein Einsatz für die Förderung von schulischen und sozialen Einrichtungen. Während seiner Herrschaft wurde 1731 damit begonnen, die Münchberger Stadtkirche, die 1729 einem Brand zum Opfer gefallen war, wieder aufzubauen. Im Nachfolgebau haben sich nach einem weiteren Brand im 19. Jahrhundert einzelne Gegenstände erhalten, darunter ein markgräfliches Wappenschild mit den Initialen Georg Friedrich Karls, das an der Wand gegenüber dem Chor befestigt ist.
Im Gegensatz zu vielen seiner regierenden Zeitgenossen entwickelte Georg Friedrich Karl keinerlei politische oder militärische Ambitionen. Stattdessen bemühte er sich als engagierter Pietist und Anhänger August Hermann Franckes intensiv um die Belange des religiösen Lebens. Theaterspiel und alle Lustbarkeiten wurden vom Leben des Hofes verbannt. 1727 schrieb der aus Halle berufene Hofprediger Johann Christoph Silchmüller in sein Tagebuch: „Im Schloß ist alles so stille, als ob es ein Kloster wäre“. Die Unzufriedenen und Missvergnügten pflegten indes zu spotten, der Markgraf und seine „Schwarzröcke“ hätten das Land in ein Bethaus verwandelt.
Mit Vorliebe zog sich der schwerblütige Markgraf in das Schloss Himmelkron zurück, ein ehemaliges Kloster, dessen Vergangenheit seinem frommen Wesen zusagte. Das Bayreuther Schloss war infolge seines Sparwillens bald recht heruntergekommen. In dieses freudlose Klima führte sein Sohn, der junge Erbprinz Friedrich, im Januar 1732 die preußische Prinzessin Wilhelmine von Preußen als Gattin heim. Die jugendlich drängende Lebensfreude des Paares vertrug sich nur schlecht mit dem asketischen Leben am Bayreuther Hof, sodass es bald zu ernsten Spannungen mit dem alten Markgrafen kam. Das Ausbleiben des ersehnten männlichen Erben verübelte er Wilhelmine nach der Geburt deren Tochter Elisabeth Friederike Sophie im August 1732. Er ließ ihr durch seinen Kammerherrn von Voit bestellen, er werde noch lange genug leben, um sie zu ärgern.

## Tod
Im Herbst 1734 erwarteten Wilhelmine und ihr Bruder Friedrich ungeduldig den Tod des Markgrafen. „Wir suchen, die kurze Zeit, die uns noch bleibt, dem Vergnügen zu widmen; denn wir stehen am Vorabend einer großen Trauer.“ schrieb Wilhelmine an ihn. Friedrich antwortete am 7. März 1735: „Ich bin entzückt, wie beharrlich der Tod dem alten Markgrafen zusetzt.“ Als Georg Friedrich Karl im Sterben lag, versuchte sein Leibarzt Johann Friedrich Seitz, dessen Leben mit Muttermilch zu retten. Drei „säugende Weiber“ wurden gegen Bezahlung als Milchspenderinnen ins Schloss gebracht: eine Bäuerin aus Bindlach, eine Tagelöhnerfrau und eine Schneidersfrau. Letztere, die sieben Wochen lang zwei- bis dreimal täglich „ihre Milch gereichet hat“, verlor darüber ihr eigenes Kind. Sie erhielt 12 Gulden „zur Trauer“, weitere sechs für die Beerdigung und nach dem Tod des Markgrafen 25 Gulden „zur Gnade“.
Am 17. Mai 1735 „um 6½ Uhr“ verschied Georg Friedrich Karl im Beisein Wilhelmines. „Ich verließ ihn erst nach dem letzten Seufzer. Er hatte den schrecklichsten Tod den es gibt, den Brand im Halse, und dazu einen neunstündigen Todeskampf, bei dem er wie ein Verdammter litt und nicht sterben konnte. Er war bis zuletzt bei vollem Bewusstsein und ist mit einem Heroismus und einer Ergebung ohnegleichen gestorben.“ schrieb diese ihrem Bruder. Am 29. Mai 1735 wurde er um 2 Uhr in der von ihm erbauten Fürstengruft Himmelkron beigesetzt.

## Georg Friedrich Karl in den Memoiren seiner Schwiegertochter
In den Memoiren seiner Schwiegertochter Wilhelmine von Preußen wird er als meist unangenehmer Zeitgenosse beschrieben, der trank und sich wenig um die schönen Künste bemühte. Die Hofgesellschaft erschien ihr recht freudlos. Dies vor allem vor dem Hintergrund, dass ihr der Bayreuther Hof als das genaue Gegenteil zu ihrer Berliner Zeit beschrieben worden war – jedoch bezog sich diese Beschreibung auf die Zeit des Vorgängers Georg Wilhelm. Markgräfin Wilhelmine schrieb, dass ihr Schwiegervater mager, krummbeinig, beschränkt, egoistisch, falsch, eifersüchtig und hochfahrend sei. Die Antipathie beruhte auf Gegenseitigkeit. Der Markgraf schikanierte seine Schwiegertochter fast genauso, wie es ihre Eltern stets getan hatten. Zuerst unterstellte er der Schwangeren, dies nur vorzutäuschen, um sich in den Mittelpunkt zu stellen. Als offensichtlich erkennbar war, dass Wilhelmine tatsächlich in anderen Umständen war, meinte er, dass er hoffe, dass es eine Tochter wäre, denn laut Heiratsvertrag müsse er nur für einen Prinzen sorgen. Sein Sohn ergriff Wilhelmines Partei und der betrunkene Markgraf schlug mit seinem Stock auf den Sohn ein, der sich dies allerdings nicht gefallen ließ – die beiden prügelten sich „wie Bierkutscher“.

## Heirat und Nachkommen
Georg Friedrich war seit 1709 mit Dorothea von Schleswig-Holstein-Sonderburg-Beck (1685–1761) Tochter von Friedrich Ludwig verheiratet. Das Paar wurde 1716 geschieden. Folgende Kinder stammten aus dieser Verbindung:
- Sophie Christine Luise (1710–1739)

⚭ 1731 Fürst Alexander Ferdinand von Thurn und Taxis (1704–1773)
- Friedrich (1711–1763), Markgraf von Brandenburg-Bayreuth

⚭ 1. 1731 Prinzessin Wilhelmine von Preußen (1709–1758)
⚭ 2. 1759 Prinzessin Sophie Karoline von Braunschweig-Wolfenbüttel (1737–1817)
- Wilhelm Ernst (1712–1733)
- Sophie Charlotte Albertine (1713–1747)

⚭ 1734 Herzog Ernst August I. von Sachsen-Weimar-Eisenach (1688–1748)
- Sophie Wilhelmine (1714–1749)

⚭ 1734 Fürst Karl Edzard von Ostfriesland (1716–1744)